# RBC Group
RBC Group (en ruso: Группа компаний РБК), también llamado RosBiznesConsulting (en ruso: РосБизнесКонсалтинг), es un grupo de comunicación ruso con sede en Moscú. Fue inaugurado en 1993. La empresa posee además la agencia de información RosBusinessConsulting, incluyendo un portal de noticias online; el periódico de negocios RBC Daily, la revista mensual de negocios RBC y RBC TV.

## Historia
La historia de RBC comenzó en 1992, o 1993, según algunas fuentes. Forbes escribió que la agencia de noticias se creó en primavera-verano de 1992 por Aleksandr Morgúlchik y Guerman Kaplún. El primero es un estudiante de la Universidad Rusa de Economía Plejánov, que durante una pasantía en el departamento de tipos de cambio del Banco Central, vio las noticias de negocios de Reuters y Bloomberg y sugirió a Kaplun, a quien conocía, hacer un proyecto similar en Rusia, donde el nicho de una fuente de noticias de negocios actuales no estaba ocupado. Sin embargo, según el periódico Kommersant, RBC se fundó en 1993 por iniciativa de Kaplún, quien conocía el sistema de información de Reuters por un socio de la empresa de TI donde trabajaba. Los cofundadores del nuevo proyecto fueron los amigos de Kaplún, Dmitri Bélik y Aleksandr Morgúlchik. RBC comenzó con un boletín de 7 páginas con información sobre cotizaciones de acciones, letras y letras del tesoro, que se imprimía en impresoras y se entregaba por mensajería a los clientes. La suscripción costaba alrededor de 100 dólares. A finales de 1993, RBC tenía alrededor de 400 clientes, muchos de los cuales llegaron de boca en boca. En 1994, apareció un departamento analítico en RBC, que preparaba noticias y recogía comentarios de expertos. Para la segunda mitad de la década de 1990, la agencia de noticias ya había emitido 5 boletines y su personal había aumentado a 80 personas: 20 corresponsales en Moscú, 30 en las regiones y otros 30 dedicados a las ventas.
RBC apostó por Internet y fue la primera de las agencias de noticias rusas en abrir un sitio web. En 1996, lanzó el primer sistema en línea en Rusia donde se transmitían en tiempo real las transacciones en las bolsas de valores rusas y las cotizaciones de valores. La crisis de 1998 fue un gran impulso para el desarrollo de RBC. El seguimiento constante de las noticias económicas ha ayudado a la empresa a prepararse para las crisis. A principios de agosto, RBC actualizó el sitio, convirtiéndolo en un portal de Internet completo y, después del impago, abrió el acceso gratuito a algunos de los materiales, incluidos datos sobre la dinámica de los tipos de cambio. El movimiento fue arriesgado, ya que podría provocar una salida de clientes habituales que pagaron por información comercial, pero se justificó: en pocos días, su audiencia creció 100 veces y, en octubre de 1998, rbc.ru se convirtió en el sitio de la Runet más visitado, con una audiencia diaria de 3 millones de personas. Este éxito determinó la estrategia de RBC para los próximos años: brindar acceso gratuito al contenido y ganar dinero con la publicidad.

## Premios
- RBC ha ganado el Premio Runet en diversas ocasiones. En 2004, RBC recibió un premio en la nominación de Runet Media por "contribución al desarrollo del segmento ruso de Internet".[3] En 2005, RBC y la publicación de tecnología CNews, que formaba parte del holding, ganaron el Premio Runet en la nominación de Tecnología e Innovación, y en 2007 en la nominación de Economía y Negocios.[4][5]
- En 2019, el canal RBC TV recibió el premio especial TEFI-Capital por trabajos televisivos sobre el tema de economía y negocios.[6]
- Los periodistas y materiales editoriales de RBC también han ganado numerosos premios profesionales, como el premio Redkollegia y el premio del concurso BudgetApps otorgado por el Ministerio de Finanzas de Rusia.[7][8]
- En 2019, Nikolai Molibog, CEO de RBC, ocupó el primer lugar entre los principales ejecutivos en el sector de los medios en una clasificación de los 1000 mejores gerentes en Rusia compilada por Kommersant y la Asociación de Gerentes de Rusia. También en diferentes años, la calificación incluyó al jefe de RBC TV Ilya Doronov, Lyudmila Gurey (ocupa el segundo lugar en la calificación de directores comerciales en el negocio), Igor Selivanov (ocupa el segundo lugar en la calificación de directores financieros en el negocio), y el director de asuntos legales Timofey Shcherbakov.[9][10][11]
- En 2018, RBC encabezó la calificación rusa de empresas intelectuales, compilada por la agencia de consultoría internacional Baker Tilly, basada en una evaluación de la participación del capital intelectual en los activos totales de la empresa. RBC, con un indicador del 81 %, superó a Yandex (62 %), Mail.Ru Group (46 %) y otras empresas tecnológicas y tradicionales.[12]